# 陈乃昌
陈乃昌（1910年11月—2004年6月4日），福建安溪人，生于荷屬東印度（今印度尼西亚），中国政治人物，中国民主建国会中央委员会原常务委员，中国国际贸易促进委员会原顾问，第五、六、七届全国政协委员。